# آتش درون (آلبوم بردی)
آتش درون (به انگلیسی: Fire Within) دومین آلبوم استودیویی از بردی است که در سال ۲۰۱۳ میلادی منتشر شد.
این آلبوم در جدول موسیقی سوئیس در رتبه اول و در جدول‌های هلند، استرالیا، والونیا، فرانسه، بریتانیا، اتریش، فلاندرز، آلمان، ایرلند، نیوزلند جزو ده آلبوم اول قرار گرفت.